# یحیی علوان
یحیی علوان (عربی: يحي علوان منهل؛ زادهٔ ۱ ژوئیهٔ ۱۹۶۰) یک بازیکن فوتبال اهل عراق است.
از باشگاه‌هایی که در آن بازی کرده‌است می‌توان به تیم ملی فوتبال عراق اشاره کرد.
وی همچنین در تیم ملی فوتبال تیم ملی فوتبال عراق بازی کرده است.